# Центральный городской стадион (Винница)
Центральный городской стадион, он же «Локомотив» — центральный городской стадион города Винницы, на котором проводит матчи местная команда «Нива».

## История
Вместимость — 24000 мест. Построен в 1958 году. Открыт в 1959 году, вместимость — 12 тыс. мест. Реконструирован и расширен  перед Олимпиадой в Москве в 1980 году. Установлено 5 тыс. пластиковых сидений в 2003 году.